# Manifeste des 363
Het Manifeste des 363 (Nederlands: Manifest der 363) is de door 363 (meest republikeinse) parlementariërs in de Kamer van Afgevaardigden (Chambre des Députés) in Frankrijk op 16 mei 1877 getekende motie van wantrouwen tegen de monarchistische regering onder leiding van de Orléanistische premier duc de Broglie. De Broglie was die dag door de (monarchistische) president, Patrice de Mac-Mahon, benoemd nadat de laatste de conservatieve republikein Jules Simon had ontslagen. Nadat met de motie van wantrouwen De Broglie besloot Mac-Mahon om nieuwe parlementsverkiezingen uit te schrijven die een republikeinse meerderheid opleverde (oktober 1877) en de president zich gedwongen zag de gematigde republikein Jules Dufaure tot premier te benoemen (13 december 1877). De macht der monarchisten was hiermee tijdelijk gebroken.